# Poa suruana
Poa suruana là một loài thực vật có hoa trong họ Hòa thảo. Loài này được H.Hartmann miêu tả khoa học đầu tiên năm 1984.